# Cinnamon
A Cinnamon (jelentése: fahéj) egy grafikus felhasználói felület linuxos és Unix-szerű operációs rendszerekhez. Készítéséhez a GNOME 3 kódbázisát használták fel. Számos Linux-disztribúció alapértelmezett felülete, pl. Linux Mint. A projekt célja, hogy az asztali gépes felhasználók számára egy egyszerű és tetszetős grafikus felületet biztosítson.

## Főbb funkciók
- Alapértelmezett alsó (vagy felső) panel (indítómenü, ikonok, futó programok, értesítési terület)
- Ablaklista, asztalra váltás gomb, rendszerikonok
- A mintMenu-vel megegyező felépítésű menü, melyből alkalmazásokat adhatunk a kedvencekhez, az asztalhoz vagy a panelhez
- Egyéni indítóikonok a panelre
- Kisalkalmazások

## Érdekesség
- Esperanza Spalding: Cinnamon Tree